# Acmaeoderopsis hualpaiana
Acmaeoderopsis hualpaiana är en skalbaggsart som först beskrevs av Knull 1952.  Acmaeoderopsis hualpaiana ingår i släktet Acmaeoderopsis och familjen praktbaggar. Inga underarter finns listade i Catalogue of Life.